# Pachydissus garnieri
Pachydissus garnieri är en skalbaggsart som beskrevs av Karl Adlbauer 2002. Pachydissus garnieri ingår i släktet Pachydissus och familjen långhorningar. Inga underarter finns listade i Catalogue of Life.